# Euphorbia calderoniae
Euphorbia calderoniae es una especie fanerógama perteneciente a la familia Euphorbiaceae. Es endémica de México en Michoacán .

## Taxonomía
Euphorbia calderoniae fue descrita por Victor W. Steinmann y publicado en Contributions from the University of Michigan Herbarium 24: 175–176. 2005.
Etimología
Euphorbia: nombre genérico que deriva del médico griego del rey Juba II de Mauritania (52 a 50 a. C. - 23), Euphorbus, en su honor – o en alusión a su gran vientre –  ya que usaba médicamente Euphorbia resinifera. En 1753 Carlos Linneo asignó el nombre a todo el género.
calderoniae: epíteto otorgado en honor de Graciela Calderón Díaz Barriga de Rzedowski (1931- ), botánica mexicana.